# Rudolf Beran
Rudolf Beran (Pracejovice, 1887. december 28. – Leopoldov, 1954. július 28.) csehszlovák politikus. Csehszlovákia miniszterelnöke volt, mielőtt a Náci Németország elfoglalta volna az országot, és a náci megszállás alatt is. 1933-tól a Gazdálkodók és Parasztok Republikánus Pártjának (RSZML) vezetője volt.

## Élete
Beran a demokráciára ellentmondásosan tekintett. A Müncheni egyezmény után egyesítette az ország nem szocialista pártjait, és megalapította a Nemzeti Egység Pártját, melynek az élére állt. Korlátozta a sajtószabadságot, viszont garantálta a szlovák autonómiák hosszútávú függetlenségét. Ezen lépések egyike sem volt azonban elég, hogy elkerülje a szlovákok függetlenedését, és így megalakuljon a Szlovák Köztársaság. Intézkedései ellenére 1939. március 14-én Németország megszállta az országot. Ezek után visszavonulásáig, 1939. április 27-ig a Cseh–Morva Protektorátus első minisztere volt. Miután visszavonult, egy farmra költözött.
A második világháborúban felvette a kapcsolatot a cseh ellenállással.
A háború után letartóztatták a kommunista hatóságok. Berant egy politikailag manipulált perben 20 év börtönre ítélték. 1954-ben a lipótvári börtönben halt meg.